# Gibson Guitar Corporation
Gibson Brands, Inc. (dříve Gibson Guitar Corporation) je americká firma zabývající se výrobou elektrických kytar a spolu s Fender Musical Instruments Corporation je nejznámější a nejpoužívanější značkou. Vyrábí hlavně typ Les Paul, ale také SG, Flying V, Explorer, baskytary a kytarové příslušenství (struny atd.). Tato firma vynalezla typ snímače humbucker, který konečně vyřešil nežádoucí zvuky (šum, bzukot apod.).
Firmu Gibson velmi proslavil slavný kytarista Les Paul, který ve 40. letech předal firmě Gibson návrh nového typu kytary, která po něm získala své jméno. Zpočátku firma nový typ odmítla, ale nakonec ho dala do výroby a teď jsou kytary Les Paul jejím hlavním produktem.

## Produkty (výběr)
- Gibson ES-125
- Gibson L-5 (1922–dosud)
- Gibson Super 400 (1934–dosud)
- Gibson ES-100 (1938-1941)
- Gibson ES-175 (1949–dosud)
- Gibson Les Paul (1952–1960, 1968–dosud)
- Gibson Byrdland (1955–1969, 1977, 1978, 1992)
- Gibson ES-335 (1958–dosud)
- Gibson EDS-1275 (1958-)
- Gibson Flying V (1958–1959, 1967–dosud)
- Gibson Explorer (1958–1959, 1976–dosud)
- Gibson SG (1961–dosud)
- Gibson Firebird (1963–dosud)
- Gibson Thunderbird (1963–dosud)
- Gibson ES-165 (1991–dosud)
- Gibson Blueshawk (1996-2006)
- Gibson CS-336 (2001–dosud)